# Octavo (papierformaat)
Octavo is een papierformaat van gedrukte boeken en documenten. De boekdrukker drukt zestien pagina's op één vel, dat vervolgens driemaal op de helft gevouwen wordt; het gevouwen vel van acht bladen wordt een katern van zestien bladzijden. De boekbinder voegt de verschillende katernen samen tot een boekblok dat hij kan innaaien of binden. Octavo is sinds de zestiende eeuw het meest gebruikte formaat voor leesboeken.
Een boek in octavoformaat, in-octavo, ook wel aangeduid als 8vo of 8°, is gewoonlijk zo'n 17–24 cm hoog.